# Trögen
Trögen ist ein Ortsteil von Hardegsen im Landkreis Northeim im südlichen Niedersachsen am Fuß der Weper. Es liegt etwa fünf Kilometer nördlich der Kleinstadt Hardegsen am Sollingrand.

## Geschichte
Das heutige Dorf Trögen ist ein Zusammenschluss der beiden Orte Evessen und Strod, die zusammen mit Üssinghausen die Siedlung Trögen bildeten und „in den Trögen“, in der Talmulde der Espolde zwischen Weper und Solling, lagen. Evessen war der südliche, Strod der nördliche Teil des heutigen Trögen. Der Ortsteil Evessen, in dem auch die mittelalterliche Kirche steht, wurde 1266 das erste Mal urkundlich erwähnt, die Zuordnung der Erwähnung von Euessen in einer älteren Urkunde aus dem Jahr 1138 zu Evessen in den Trögen ist umstritten. Der Ortsteil Strod wurde 1410 das erste Mal urkundlich erwähnt. Um diese Zeit besaßen die Herren von Boventen in Trögen ein Rittergut, welches sie zunächst von den Grafen zu Everstein und später, ab 1437 von den Herzögen von Braunschweig als Lehen innehatten. Jenes Rittergut bildete ursprünglich das Schloss Sohlenstein, welches einstmals auf dem Borberg lag und von dem heute noch Überreste, in Form von Wällen, vorhanden sind. Von diesem Schloss sollen die Braunschweiger einst auf Raubzüge gezogen sein. Damit ihnen niemand auf die Spur kam, ließen sie ihren Pferden die Hufeisen verkehrt aufschlagen. 1556 verkauften die Herren von Boventen ihr Gut für 600 Goldgulden an Nicolaum von Mandelsloh, welcher im Jahre 1560 in Strod, an der Stelle der früheren Kapelle St. Petri, ein festes Schloss erbaute. Seit dem 16. Jahrhundert wurden die drei Dörfer Evessen, Strod und Üssinghausen gemeinsam als „Trögen“ bezeichnet.
Trögen wurde im Zuge der Gebietsreform am 1. März 1974 ein Ortsteil der Stadt Hardegsen.
Derzeit leben in Trögen etwa 300 Einwohner. Ortsbürgermeister ist Mathias Gabler, stellvertretender Ortsbürgermeister Jörg Weißkittel.

## Politik
Trögen hat einen fünfköpfigen Ortsrat, der seit der Kommunalwahl 2021 ausschließlich von Mitgliedern der "Bürgerliste Trögen" besetzt ist. Die Wahlbeteiligung lag bei 68,75 Prozent.

## Sehenswürdigkeiten

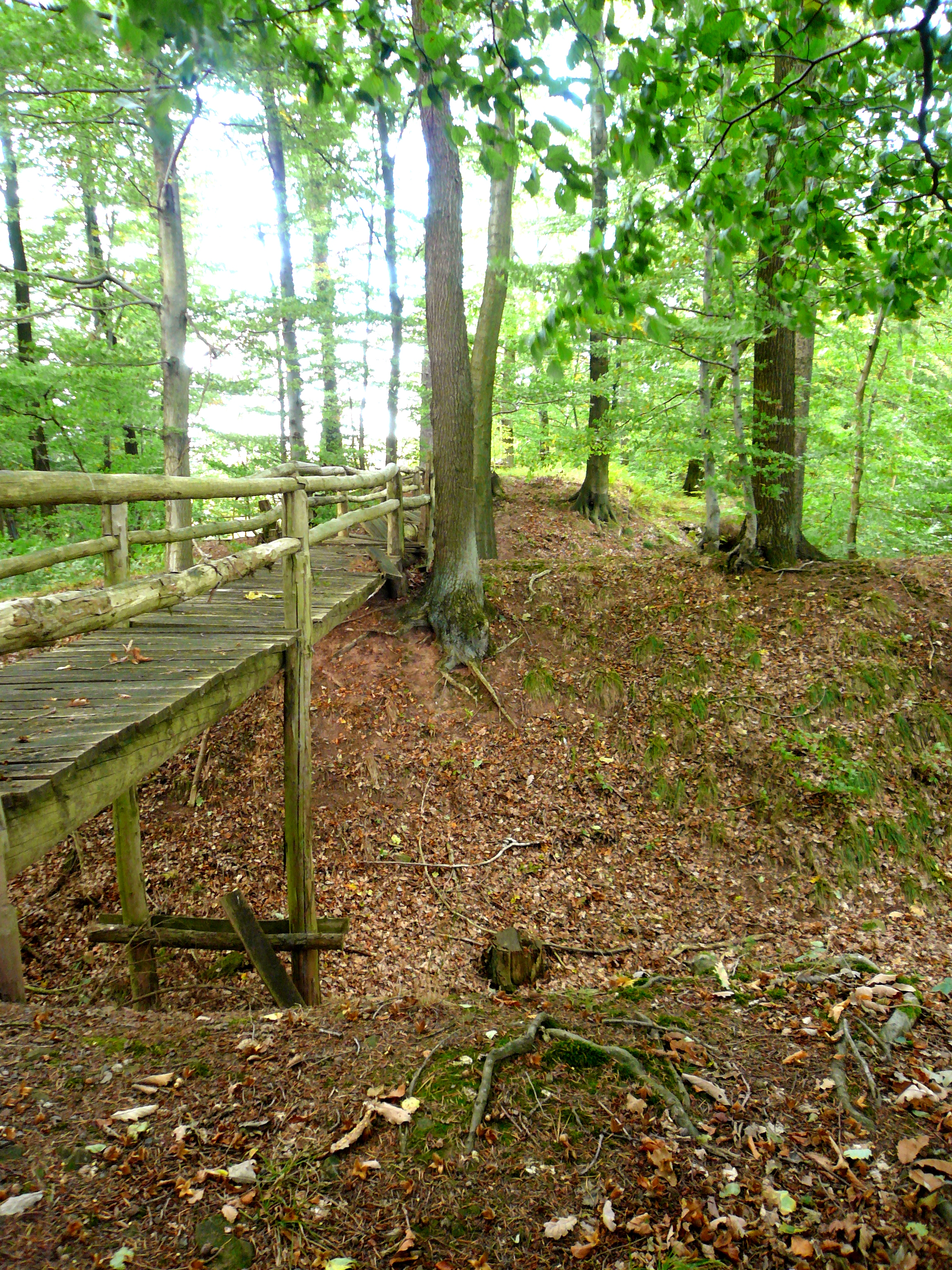
Burghügel der früheren Turmhügelburg

### Turmhügelburg
Etwa 500 m südlich von Trögen nahe der Siedlung Ludwigshöhe liegen auf dem Burgberg oberhalb der Espolde die Reste der Turmhügelburg Trögen. Sie gilt als eine der besten erhaltenen Turmhügelburgen in Südniedersachsen. Über die Wehranlage liegen keinerlei schriftliche Nachrichten vor, so dass auch der Zweck und das Alter der kleinen Burg unbekannt sind.

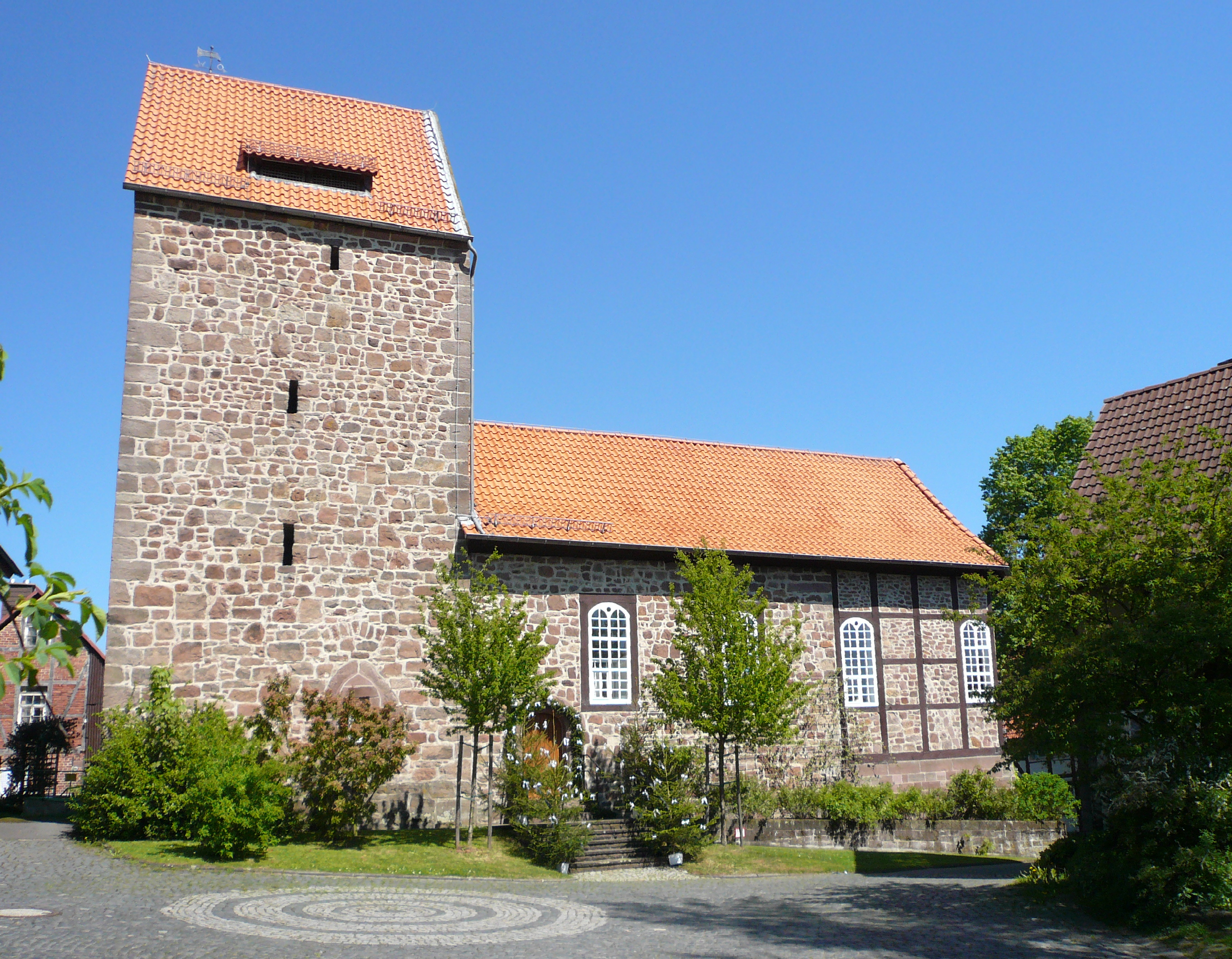
St. Laurentius-Kirche

### Kirche
Die Kirche St. Laurentius in Trögen besitzt einen viergeschossigen Westturm aus dem 13./14. Jahrhundert aus Bruchsteinen mit Eckquaderung. Er schließt mit einem Satteldach ab, dessen First längs der Kirchenachse ausgerichtet ist. Die wenigen schmalen Fensterschlitze lassen deutliche Ähnlichkeiten zu anderen Wehrkirchen der Region erkennen. Das Kirchenschiff wurde nach einer Datierung am Südeingang um 1596 gebaut, eine Erweiterung erfolgte 1766 durch den Anbau eines Fachwerkteiles mit polygonalem Ostabschluss.

### Hildas Glück
Etwa 8 km westlich, nahe der Ortschaft Volpriehausen, befindet sich der Kali-Schacht Hildas Glück. Hier befindet sich ebenfalls eine Munitionsanstalt aus dem Zweiten Weltkrieg. Die Besichtigung dieser Bauwerke ist jedoch untersagt.

## Einrichtungen
Zu den Einrichtungen der Ortschaft Trögen gehören unter anderem:
- Wepersportplatz mit Sportheim und Sportangeboten von Fußball bis Tischtennis
- Freiwillige Feuerwehr Trögen-Üssinghausen – sie sorgt für den Brandschutz und die allgemeine Hilfe
- Jugendraum

## Veranstaltungen
Zu den traditionellen Veranstaltungen gehören unter anderem:
- 1.-Mai-Feier
- Osterfeuer
- Trögener Karneval